# バッピル

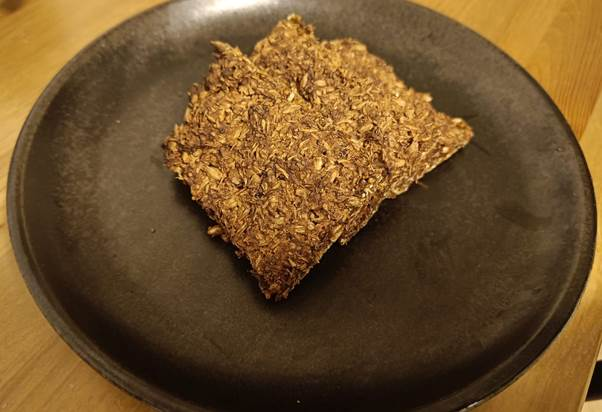
再現されたバッピル

バッピル（英語: Bappir）は古代メソポタミアのシュメール人がビールを醸造する過程で焼かれていたパン。ビール・ブレッドとも呼ばれる。
紀元前3000年頃のメソポタミアでシュメール人たちが楔形文字を刻んだ粘土板にはビール醸造に関する文章も残されており、最古の記録とされている。そこに記録されているビールの醸造手順は以下の通り。
1. 小麦（エンマー小麦）を発芽させて麦芽を作り、粉にする。
2. 粉を使ってバッピルを焼く。
3. バッピルを砕き、水を加えて混ぜ合わせ、固形物を除く。
4. 野生酵母によって残った液体が自然発酵する。

こうして得られたビールは殻皮などの不純物を多くふくんでいたため、甕から麦や葦の茎をストローにして飲んでいた（この様子が図としても残されている）。
なお、当時のビールは「シカル」とも総称されていたが、バッピルの焦がし方、麦の配合、添加されるスパイスの種類や季節ごとの果実などによって味が変わってくるのはもちろんのこと、呼び名も変化した。